# La danza della vita
La danza della vita (The Dance of Life) è un film del 1929 diretto da John Cromwell e da A. Edward Sutherland. Prodotto dalla Paramount Famous Lasky Corporation, aveva come interpreti Hal Skelly, Nancy Carroll, Dorothy Revier, Ralph Theodore, Charles D. Brown, Al St. John, May Boley, Oscar Levant.
La sceneggiatura di basa su Burlesque, lavoro teatrale di George Manker Watters e Arthur Hopkins andato in scena a Broadway il 1º settembre 1927.

## Trama
Skid, artista di varietà, e Bonny, una ballerina, si incontrano, si innamorano e si sposano. Formato un duo, lavorano nel circuito teatrale insieme fino a quando lui non riceve un'offerta da un talent scout di Broadway. Il duo si scioglie e Bonny rimane da sola, mentre Skid diventa ben presto una star del teatro di rivista. Nel suo stesso spettacolo lavora anche Sylvia Marco, una sua vecchia fiamma, e i due riprendono nuovamente la loro relazione. Venuta a sapere che Skid le è infedele, Bonny decide di divorziare e di sposare Harvey Howell, ricco proprietario di un ranch. Incapace di continuare la sua vita senza la moglie, Skid comincia a bere e viene licenziato. Il ritorno di Bonny lo aiuterà a venire fuori dal suo stato e ad affrontare la prima del suo nuovo spettacolo.

## Produzione
Le riprese del film, prodotto dalla Paramount Famous Lasky Corporation, ebbero inizio il 1º marzo 1929.
Venne girato nei Paramount Studios, al 5555 di Melrose Avenue, a Hollywood in bianco e nero e a colori, usando il sistema technicolor.

### Canzoni
- True Blue Lou
- The Flippity Flop
- King of Jazzmania
- Ladies of the Dance
- Cuddlesome Baby
- Mightiest Matador
- Sweet Rosie O'Grady
- In the Gloaming
- Sam, the Old Accordian Man

## Distribuzione
Distribuito dalla Paramount Pictures, il film - presentato da Jesse L. Lasky e da Adolph Zukor - uscì nelle sale cinematografiche statunitensi il 7 settembre 1929 dopo essere stato presentato in prima a New York il 16 agosto 1929. Il copyright del film, richiesto dalla Paramount Famous Lasky Corp, fu registrato il 7 settembre 1929 con il numero LP672.
Nel 1929, il film fu distribuito in novembre anche in Giappone. In Irlanda, uscì il 9 maggio 1930; in Ungheria, con il titolo Komédiások, il 12 giugno 1930. Nel 1931, uscì in Francia (24 aprile, come La Danse de la vie), in Austria e in Germania come Artisten. In Italia, dove uscì nel 1931 distribuito dalla Paramount con il visto numero 26417, la censura approvò il film "con riserva", segnalando di "Togliere ogni scena dialogata o comunque parlata in lingua straniera. (marzo 1931)".